# Cantone di Charleville-Centre
Il Cantone di Charleville-Centre era una divisione amministrativa dell'arrondissement di Charleville-Mézières.
A seguito della riforma approvata con decreto del 21 febbraio 2014, che ha avuto attuazione dopo le elezioni dipartimentali del 2015, è stato soppresso.

## Composizione
Comprendeva parte della città di Charleville-Mézières ed i comuni di 
- Aiglemont
- Montcy-Notre-Dame